# 池端隆史
池端隆史（日语：／ Ikehata Takeshi，1958年2月10日—），日本男性動畫演出家、動畫導演。他也以的名義工作。

## 來歷、人物
1981年，池端隆史加入東京Animation Film（現Anime Film）負責攝影的工作。在STUDIO GALLOP（現GALLOP）、AUBEC、高橋製作工作後，他成為自由工作者。其演出處女作是AUBEC的《Tiger Sharks》（合作作品），導演處女作是2002年的OVA《Happy World！》。
2004年，他擔任《現視研》網路廣播節目《裏研》的主持人。
由於長期參與《蠟筆小新》的製作，與原惠一、水島努是好友。當水島努離開SHIN-EI動畫成為自由工作者時，他聘請水島努擔任自己導演作品的工作人員，如《光與水的女神》、《現視研》、《不平衡抽籤》。

## 參加作品

### 電視動畫
1983年
- 魔法天使奶油麻美（攝影）

1985年
- 魔法之星愛美（攝影）

1989年
- 桃太郎傳說 PEACHBOY LEGEND（—1990年，分鏡、演出）

1990年
- PEACH COMMAND 新桃太郎傳說（—1991年，分鏡、演出）

1991年
- 少年阿貝（日语：少年アシベ）（分鏡、演出）

1992年
- 少年阿貝2（日语：少年アシベ）（—1993年，分鏡、演出）
- 小小男子漢（—1994年，分鏡、演出）
- 蕃茄十勇士（分鏡）
- 蠟筆小新（1992年—，分鏡、演出）

1993年
- 忍者亂太郎（1993年—，分鏡）

1995年
- 伊沙米大冒險（—1996年，分鏡、演出）
- 暖暖日記 (1995年版)（—1996年，分鏡、演出）
- 鬼神童子ZENKI（分鏡）

1996年
- 山林小獵人 (1996年版)（分鏡、演出）
- 機械女神J（—1997年，分鏡、演出）
- 玩偶遊戲（—1998年，分鏡、演出）

1997年
- 呱呱響叮噹（日语：ケロケロちゃいむ）（分鏡、演出）
- 小豬萬萬歲（—1998年、演出）

1998年
- 夢幻拉拉（分鏡、演出）
- 快傑蒸汽偵探團TV ANIMATION SERIES（分鏡、演出）
- 艾莉絲SOS（—1999年，演出）

1999年
- 看家鼠惠比知由（分鏡）
- 力石戰士（演出）
- ∀鋼彈（—2000年，演出）

2000年
- 犬夜叉（—2004年，分鏡、演出）

2001年
- 熱帶雨林的爆笑生活（分鏡、演出）
- 天使的尾巴（分鏡）
- 妹妹♥公主（分鏡）
- 神奇寶貝 雷公雷的傳說（演出）
- 超激力戰鬥車（—2003年，分鏡、演出）
- SAMURAI GIRL 武俠派女高中生（演出）

2002年
- 笑園漫畫大王（分鏡、演出）※名義。
- 七個娜娜（分鏡、演出）

2003年
- 新激鬥戰車Nitro（日语：クラッシュギアNitro）（演出）
- 初音島（分鏡、演出）

2004年
- 光與水的女神（導演、分鏡）
- 烘焙王（—2006年，分鏡、演出）
- 現視研（導演、分鏡）

2005年
- 初音島 Second Season（分鏡）
- 草莓棉花糖（分鏡）
- 武器種族傳說（分鏡）
- 灼眼的夏娜（—2006年，分鏡、演出）

2006年
- 校園迷糊大王 二學期（分鏡、演出）
- 蜂蜜與四葉草II（演出）

2007年
- 土豆蛋黃醬（導演、分鏡、演出）

2008年
- 灼眼的夏娜II（分鏡、演出）

2009年
- 大正野球娘。（導演、劇本統籌、編劇、分鏡）[1]

2010年
- 學生會長是女僕！（分鏡、演出）
- 嬌蠻貓娘大橫行（第6話導演、編劇、分鏡、演出）
- 塔麻可吉！（分鏡）
- 偵探歌劇 少女福爾摩斯（助理導演、演出）
- 屍鬼（分鏡）

2011年
- 魔法禁書目錄II（演出）
- 緋彈的亞莉亞（分鏡、演出）
- 迷茫管家與膽怯的我（分鏡、演出、插入歌「HAPPY HAPPY BIRTHDAY」作詞）
- 灼眼的夏娜III（分鏡、演出）

2012年
- 偵探歌劇 少女福爾摩斯 第2幕（助理導演、分鏡、演出）
- 要聽爸爸的話！（分鏡、演出）
- 女子落語（分鏡、演出）
- 戀愛與選舉與巧克力（分鏡）
- 櫻花莊的寵物女孩（演出）
- 少女與戰車（演出）

2013年
- 閃亂神樂（演出）
- 科學超電磁砲S（演出）
- 穿透幻影的太陽（演出）
- 銀狐（演出）
- 萌萌侵略者 OUTBREAK COMPANY（演出）

2014年
- Aikatsu！偶像活動！（分鏡）
- 魔女的使命（演出）
- 信長之槍（分鏡）
- NO GAME NO LIFE 遊戲人生（演出）
- selector spread WIXOSS（分鏡）
- FAIRY TAIL魔導少年（分鏡）

2015年
- 果然我的青春戀愛喜劇搞錯了。續（助理導演、分鏡、演出）
- 悠悠哉哉少女日和 Repeat（演出）
- 新妹魔王的契约者 BURST（分鏡、演出）

2016年
- 忍者哈特利 Returns（演出）
- 星光樂園（分鏡）
- 這個美術社大有問題！（助理導演、演出）
- 無畏魔女（ED分鏡&演出）

2017年
- 月色真美（助理導演、OP2演出）
- 武裝少女Machiavellianism（分鏡）

2018年
- IDOLiSH7（分鏡）
- ISLAND（助理導演）

2019年
- YU-NO 在這世界盡頭詠唱愛的少女（分鏡）

2020年
- 暮蟬悲鳴時業（助理導演[2]、演出）
- 果然我的青春戀愛喜劇搞錯了。完（分鏡）

2021年
- 暮蟬悲鳴時卒（助理導演[3]、演出）

2023年
- 間諜教室（助理導演[4]、演出）
- 百合是我的工作！（助理導演[5]、演出）

2024年
- 狼與辛辛料 MERCHANT MEETS THE WISE WOLF（演出）

### 電影動畫
1984年
- 福星小子2：綺麗夢中人（攝影）

1985年
- 銀河鐵道之夜（攝影（STUDIO GALLOP）

1991年
- 大口仔的龍宮星大探索（日语：サンリオアニメフェスティバル）（演出）

2002年
- 劇場版 ∀鋼彈：地球光（演出）
- 劇場版 ∀鋼彈：月光蝶（演出）

2007年
- 劇場版 灼眼的夏娜（演出）

2010年
- 劇場版 火影忍者疾風傳：鳴人與燈神與三個愿望DATTEBAYO!!（導演、編劇）

2014年
- 蠟筆小新：大對決！機器人爸爸的反擊（分鏡、演出）

2016年
- 蠟筆小新：爆睡！夢世界大作戰（演出）

### OVA
1985年
- 天使之卵（攝影）
- 戰區88（攝影）

1992年
- 潮與虎（—1993年，分鏡、演出）

2002年
- Happy World！（日语：Happy World!）（—2003年，導演）

2004年
- 不平衡抽籤（—2005年，導演）

2005年
- 大魔法（—2006年，分鏡、演出）

2006年
- 灼眼的夏娜SP「戀愛與溫泉的校外教學！」（分鏡、演出）

2007年
- 草莓棉花糖（分鏡）

2008年
- 快盜天使雙胞胎（演出）

2012年
- 侵略!! 花枝娘（分鏡、演出）

### 網路動畫
- 神羅萬象 天地神明之章（日语：神羅万象チョコ 天地神明の章）（2014年，導演、構成、分鏡）

## 外部連結
- （日語）—池端隆史的官方個人網站。
- 池端隆史的X（前Twitter） （日語）
- （日語）—池端隆史的官方個人部落格。
- （日語）—池端隆史的官方個人部落格（—2020年7月24日）。